# Juan Enrique Estebaranz López
Juan Enrique Estebaranz López (Madrid, Espanya, 6 d'octubre de 1965), més conegut com a Quique Estebaranz, és un exfutbolista professional madrileny. Actualment, és el Director de l'escola de futbol de l'Atlètic de Madrid.

## Trajectòria
Quique Estebaranz va ingressar en els juvenils de l'Atlètic de Madrid el 1983 i posteriorment va jugar quatre anys en el filial, l'Atlético Madrileño. Al no trobar acomodament en el primer equip matalasser, la temporada 1988-89 va ser traspassat al Racing de Santander, de Segona Divisió, on va guanyar el Trofeu Pitxitxi en ser el màxim golejador de la categoria, amb 23 gols. Després va fitxar pel CD Tenerife, en aquells dies també en Segona, on va viure els seus millors anys com professional, coincidint amb l'edat daurada del club. En la seva primera temporada els tinerfenys van assolir l'ascens a Primera Divisió, després de 27 anys d'absència.
El debut d'Estebaranz en la màxima categoria es va produir el 3 de setembre de 1989 davant el Sevilla FC. Aquesta temporada va jugar 33 partits i va marcar 10 gols, el seu millor registre golejador en la màxima categoria. La següent campanya va disputar 34 partits i va marcar 5 dianes. En la 1991/92 va ser alineat en 33 ocasions, materialitzant 7 gols, entre ells, un dels tres històrics gols amb els quals el Tenerife va derrotar el Reial Madrid en l'última jornada de lliga, privant als blancs de guanyar títol lliguer en benefici del FC Barcelona. Però la seva campanya més reeixida va ser la 1992/93, ajudant als insulars a assolir la millor classificació de la seva història: un cinquè lloc en la lliga, que els va classificar per primera vegada per a una competició europea. Estebaranz va contribuir a l'èxit amb nou gols i una brillant campanya que li va obrir les portes de la selecció espanyola i del FC Barcelona.
Després d'haver ajudat als catalans a conquistar dues lligues des de Tenerife, l'estiu de 1993 Estebaranz es va incorporar a l'equip que dirigiria Johann Cruyff. Encara que el madrileny arribava en el seu millor moment professional, no va aconseguir fer-se un lloc en la competida davantera del Dream Team. Eixa temporada el club blaugrana va conquistar la lliga i va ser subcampió de la Copa d'Europa, en el final de la qual, davant l'AC Milan, Estebaranz va disputar els minuts finals. Al termini de la temporada, al no aconseguir assentar-se en l'equip titular, va ser traspassat per 25 milions de pessetes al Sevilla FC, on va romandre durant dues temporades, encara que tampoc va aconseguir la titularitat.
Després de finalitzar el seu contracte amb el club andalús, la temporada 1996/97 va fitxar pel CF Extremadura, que eixe any debutava en primera divisió. Amb els extremenys va jugar 37 partits en els quals va marcar un gol, encara que va abandonar l'equip en finalitzar la temporada, després de consumar-se el descens. Després de dues campanyes en Segona Divisió amb el CD Ourense i una en Segona B amb la Gimnástica Segoviana CF, l'estiu de 2000 va penjar les botes.
Després de retirar-se dels terrenys de joc, es va iniciar com a entrenador el 2001, en l'Escola de l'Associació de Futbolistes Espanyols (AFE). Un any després es va fer càrrec dels juvenils de l'Atlètic de Madrid, on va romandre fins a febrer de 2005, quan es va incorporar al CD Leganés, de Segona B per a dirigir a l'equip fins a finalitzar la temporada. L'agost de 2006 va tornar al Calderón per a dirigir l'escola de futbol del club matalasser.

## Selecció
Va disputar tres partits amb la selecció espanyola. El seu debut va tenir lloc a Vílnius, Lituània, el 2 de juny de 1993, en un partit de classificació per a la Copa Mundial de Futbol de 1994.

## Clubs
| Club                    | Any       |
| ----------------------- | --------- |
| Atlético Madrileño      | 1987-1988 |
| Racing de Santander     | 1988-1989 |
| CD Tenerife             | 1989-1993 |
| FC Barcelona            | 1993-1994 |
| Sevilla FC              | 1994-1996 |
| CF Extremadura          | 1996-1997 |
| CD Ourense              | 1997-1999 |
| Gimnástica Segoviana CF | 1999-2000 |

## Palmarès
| Títol | Club         | Any  |
| ----- | ------------ | ---- |
| Lliga | FC Barcelona | 1994 |